# Filips van Marnix
Filips van Marnix, signore di Saint-Aldegonde (in olandese: Filips van Marnix, heer van Sint-Aldegonde; in francese: Philippe de Marnix, seigneur de Sainte-Aldegonde; Bruxelles, 1538 – Leida, 15 dicembre 1598), è stato uno scrittore e politico fiammingo e olandese e probabilmente l'autore del testo di Het Wilhelmus, l'inno nazionale dei Paesi Bassi.

## Biografia
Figlio di Jacob van Marnix, barone di Pottes, Filips Marnix studiò teologia con Giovanni Calvino e Teodoro di Beza a Ginevra. Tornò nei Paesi Bassi nel 1560, si dedicò completamente alla causa della Riforma protestante ed ebbe un ruolo importante nel compromesso dei nobili del 1565 e nell'assemblea di Sint-Truiden. Si fece notare per la pubblicazione di un pamphlet che giustificava il movimento iconoclasta, la Beeldenstorm, e la distruzione di molte chiese nelle Fiandre nel 1566: per questo l'anno seguente, all'arrivo del duca di Alba, dovette fuggire all'estero.
Dopo aver trascorso un periodo in Frisia e nel Palatinato, nel 1570 entrò al servizio del principe Guglielmo d'Orange e nel 1572 fu inviato come suo rappresentante al primo incontro degli Stati generali riuniti a Dordrecht. Nel 1573 fu fatto prigioniero dagli Spagnoli a Maassluis, ma fu liberato l'anno seguente. Fu inviato come rappresentante delle province ribelli a Parigi e Londra, dove cercò di ottenere un aiuto concreto dalla regina d'Inghilterra, l'anglicana Elisabetta I.
Nel 1578 fu alla Dieta di Worms, dove fece un eloquente, ma infruttuoso, appello per ottenere l'aiuto dei principi tedeschi. Ugualmente vani lo stesso anno furono i suoi sforzi per convincere i magistrati di Gand a porre fine alla persecuzione dei cattolici nella città. Ebbe una parte importante nella realizzazione dell'Unione di Utrecht. Nel 1583 diventò borgomastro di Anversa. Nel 1585 si arrese agli spagnoli e Anversa cadde dopo un assedio di quattordici mesi (luglio 1584-agosto 1585). Attaccato dagl'inglesi e dai suoi connazionali per questo atto, Marnix si ritirò dalla vita politica e, a parte una missione a Parigi nel 1590, visse da quel momento in poi a Leida o nella sua tenuta in Zelanda, dove lavorò a una traduzione della Bibbia. Morì a Leida il 15 dicembre 1598.

## Opere letterarie
Filips Marnix è importante per il ruolo che ebbe nel grande sviluppo della letteratura olandese successivamente al periodo classico, rappresentato da scrittori come il poeta e storico Pieter Corneliszoon Hooft. Tra le sue opere la più conosciuta è De roomsche byen-korf (L'alveare romano), pubblicato nel 1569 durante il suo esilio in Frisia, una satira pungente sulla fede e le pratiche della Chiesa Cattolica Romana. Quest'opera fu tradotta in francese, tedesco e inglese. Marnix scrisse anche un trattato pedagogico dedicato a Giovanni, conte di Nassau. Come poeta, Marnix è conosciuto soprattutto per la sua ammirevole traduzione metrica dei Salmi (1580). A lui è attribuito anche l'inno nazionale dei Paesi Bassi, Wilhelmus van Nassouwe. Le sue opere complete, edite da Lacroix e Quinet, furono pubblicate a Bruxelles in sette volumi (1855-1859). I suoi scritti religiosi e teologici, editi da Van Turenenbergen, furono pubblicati a Parigi in tre volumi (1871-1891).